# José Júlio Pereira Gomes

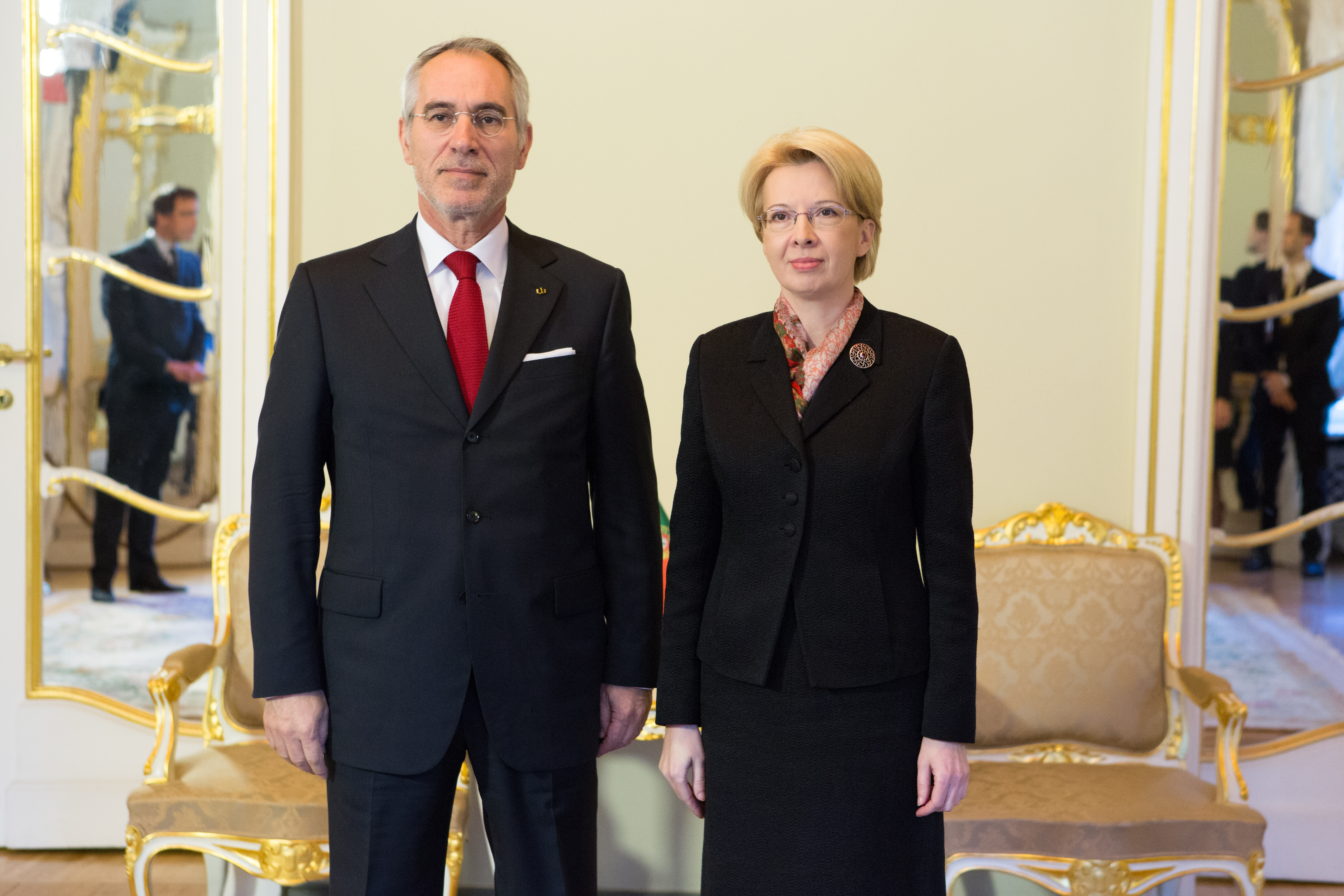
Botschafter José Júlio Pereira Gomes mit der lettischen Parlamentspräsidentin Ināra Mūrniece (2015)

José Júlio Pereira Gomes (* 1952) ist ein Diplomat aus Portugal. Er war mehrfach Botschafter seines Landes. Er ist zudem Autor zweier Sachbücher zur Unabhängigkeit Osttimors, die er 1999 im Land als offizieller portugiesischer Beobachter und Berater begleitete.

## Werdegang
Gomes schloss ein Jurastudium an der Universität Lissabon ab. Später arbeitete er in der Europäischen Menschenrechtskommission, bevor er ab 1984 in den Diplomatischen Dienst ging.
Gomes bekleidete verschiedene Funktionen in Verwaltung und Regierung der damaligen portugiesischen Überseebesitzung Macau, u. a. war er von 1986 bis 1989 diplomatischer Assessor beim letzten portugiesischen Gouverneur von Macau.
Von 1995 bis 1997 war er Staatssekretär im Verteidigungsministerium. Zwischen 2002 und 2005 vertrat er Portugal in Organisationen der EU, insbesondere im Politischen und Sicherheitspolitischen Komitee.
2008 wurde er zum Botschafter Portugals in Tschechien berufen.
Am 16. Februar 2015 wurde Gomes mit dem Großkreuz des Portugiesischen Verdienstordens ausgezeichnet.
2015 wechselte Gomes von Prag nach Stockholm, wo er bis 2017 portugiesischer Botschafter in Schweden war. Zu seinem Amtsbezirk gehörte dabei auch Lettland.
Im Mai 2017 wurde Gomes für den Posten des Generalsekretärs der Nachrichtendienste seines Landes vorgeschlagen, als Nachfolger von Júlio Pereira, der 12 Jahre die Portugiesischen Nachrichtendienste leitete. Pedro Passos Coelho, Parteichef der Oppositionspartei PSD und bis 2015 Premierminister, befürwortete die Nominierung.
Zunächst nahm Gomes die Aufgabe an, erklärte aber nach kontroversen Debatten im portugiesischen Parlament und medialen Einwänden aus politischen und diplomatischen Kreisen in Portugal gegen seine Auswahl, er stünde nicht länger für den Posten zur Verfügung. Premierminister António Costa nahm seine Erklärung an und erklärte, dass er weiterhin keinen Zweifel an Gomes Zuverlässigkeit habe, zudem hob Costa die ehrenvolle Art sowohl der Absage als auch des Verhaltens der Oppositionsparteien in dieser Angelegenheit hervor.

## Vorgänge rund um das Ende der portugiesischen Beratermission in Osttimor 1999
1999 ging Gomes nach Osttimor, das von 1586 bis 1975 als Portugiesisch-Timor eine portugiesische Kolonie war und danach von Indonesien annektiert wurde. Gomes leitete dort die portugiesische Beobachtermission des Unabhängigkeitsreferendums 1999. Dabei arbeitete er eng mit Ana Gomes, der portugiesischen Botschafterin in Indonesien zusammen, die ihn nicht zuletzt wegen seiner Erfahrung als Staatssekretär im Verteidigungsministerium selbst empfohlen hatte.
Am 4. September 1999 wurde das Endergebnis des Referendums bekanntgegeben, in dem sich eine Mehrheit der Osttimoresen für eine Unabhängigkeit von Indonesien ausgesprochen hatte. Als danach die Übergriffe indonesischer Kräfte in massive Gewalt ausbrachen und auch die Missionen der UNO und Portugals angegriffen wurden, evakuierte Gomes ab dem 5. September die portugiesische Mission und ging schließlich am 10. September mit den letzten Missionsmitarbeitern zurück nach Portugal.
Ana Gomes und andere kritisierten die Aktion als voreilige Flucht, die die Partner in Osttimor alleine ließ, zudem sei die Evakuierung ein Zeichen für die mangelnde Belastbarkeit von Pereira Gomes. Ana Gomes habe ihn dringend zum Verbleib geraten, zudem hätten die staatlichen Anweisungen aus Lissabon einen Verbleib vorgesehen. Osttimoresische Mitarbeiter der Portugiesen seien danach nicht durch die Missionsleitung, sondern nur durch den Einsatz andere Missionsmitarbeiter und portugiesischer Journalisten nach Portugal in Sicherheit gebracht worden vor den indonesischen Übergriffen. Journalisten bestätigen diese Sicht und nennen Pereira Gomes heute gelegentlich auch einen Lügner, angesichts seiner anderslautenden Erklärungen.
Pereira Gomes selbst verweist dagegen seither auf seine in Übereinstimmung mit staatlichen Organen getroffene Entscheidung, die einer dringenden Empfehlung der portugiesischen Regierung gefolgt sei. Innerhalb der dreiköpfigen Missionsspitze sei die Entscheidung nach Abstimmung knapp zu Gunsten der Evakuierung gefallen, mit zwei Dafür-Stimmen (von Pereira Gomes und António Gamito) und einer dagegen (Francisco Duarte Alegre). Um 5:45 Uhr morgens erfolgte dann die Erlaubnis zum Abbruch der Mission durch die zuständige Abteilung im Außenministerium Portugals. Zudem sei seine Mission und ihr Verhalten stets von osttimoresischer Seite als verlässlich und mutig gelobt worden, darunter auch durch den osttimoresischen Staatschef und Friedensnobelpreisträger José Ramos-Horta, der entsprechendes im Vorwort des Buches „O referendo de 30 de agosto de 1999 em Timor-Leste“ von Pereira Gomes schrieb.
In Folge der Kontroversen um seine Rolle beim Rückzug der portugiesischen Mission aus Osttimor 1999 nahm Pereira Gomes von seiner Ernennung zum Leiter der portugiesischen Geheimdienste 2017 wieder Abstand.

## Werke
- Regresso a Timor, Edições Afrontamento, Porto 2018 (ISBN 978-972-36-1662-0)
- O Referendo de 30 de Agosto de 1999 em Timor Leste, Editora Gradiva, Lissabon 2001 (ISBN 978-972-662-798-2)